# Puchar Kontynentalny w skokach narciarskich 1998/1999
Puchar Kontynentalny w skokach narciarskich 1998/1999 – rozpoczął się 27 czerwca 1998 na skoczni Grajski grič w Velenje, a zakończył 28 marca 1999 w Ruce na dużym obiekcie Rukatunturi. Na sezon ten zaplanowano 51 konkursów, spośród których najwięcej (jedenaście) miało odbyć się w Niemczech, natomiast siedem w Finlandii. Zwycięzcą cyklu został Niemiec Roland Audenrieth. Na pozostałych stopniach podium stanęli dwaj Norwegowie, Marius Småriset i Wilhelm Brenna. Ostatni z nich był zwycięzcą największej liczby konkursów w sezonie. Zwyciężał pięciokrotnie, w tym raz w Lahti, dwukrotnie w Planicy i dwukrotnie w Vikersund.

## Kalendarz i wyniki
Opracowano na podstawie.
| Lp                                            | Data                                          | Miejscowość                                   | Skocznia                                      | Punkt K                                       | Uwagi                                         | 1. miejsce                          | 2. miejsce                        | 3. miejsce                  |
| --------------------------------------------- | --------------------------------------------- | --------------------------------------------- | --------------------------------------------- | --------------------------------------------- | --------------------------------------------- | ----------------------------------- | --------------------------------- | --------------------------- |
| 1.                                            | 27 czerwca 1998                               | Velenje                                       | Grajski grič                                  | K-85                                          | -                                             | Primož Peterka                      | Peter Žonta                       | Damjan Fras Jan Doležal     |
| 2.                                            | 28 czerwca 1998                               | Velenje                                       | Grajski grič                                  | K-85                                          | -                                             | Primož Peterka                      | Peter Žonta                       | Damjan Fras                 |
| 3.                                            | 25 lipca 1998                                 | Berchtesgaden                                 | Kälbersteinschanze                            | K-90                                          | -                                             | Sven Hannawald                      | Alexander Herr                    | Ronny Hornschuh             |
| 4.                                            | 26 lipca 1998                                 | Villach                                       | Alpenarena                                    | K-90                                          | -                                             | Marco Steinauer                     | Alexander Herr                    | Matthias Wallner            |
| 5.                                            | 1 sierpnia 1998                               | Oberstdorf                                    | Schattenbergschanze                           | K-90                                          | -                                             | Sylvain Freiholz                    | Olaf Hegenbarth                   | Roland Wakolm               |
| 6.                                            | 2 sierpnia 1998                               | Oberstdorf                                    | Schattenbergschanze                           | K-90                                          | -                                             | Martin Schmitt                      | Sven Hannawald                    | František Jež               |
| 7.                                            | 15 sierpnia 1998                              | Zakopane                                      | Średnia Krokiew                               | K-85                                          | -                                             | Falko Krismayr                      | Jakub Janda Jaka Grosar           | –                           |
| 8.                                            | 16 sierpnia 1998                              | Zakopane                                      | Średnia Krokiew                               | K-85                                          | -                                             | Robert Mateja                       | Roland Schramml Gerhard Gattinger | –                           |
| 9.                                            | 20 sierpnia 1998                              | Rælingen                                      | Marikollen                                    | K-88                                          | -                                             | Roar Ljøkelsøy                      | Arne Sneli                        | Kristian Brenden Egil Grønn |
| 10.                                           | 17 grudnia 1998                               | Kuopio                                        | Puijo                                         | K-120                                         | -                                             | Toni Nieminen                       | Risto Jussilainen                 | Veli-Matti Lindström        |
| 11.                                           | 19 grudnia 1998                               | Lahti                                         | Salpausselkä                                  | K-116                                         | -                                             | Wilhelm Brenna                      | Janne Väätäinen                   | Veli-Matti Lindström        |
| 12.                                           | 20 grudnia 1998                               | Lahti                                         | Salpausselkä                                  | K-116                                         | -                                             | Janne Väätäinen                     | Veli-Matti Lindström              | Marius Småriset             |
| 13.                                           | 26 grudnia 1998                               | Sankt Moritz                                  | Olympiaschanze                                | K-95                                          | -                                             | Sylvain Freiholz                    | Marius Småriset                   | Marco Steinauer             |
| 14.                                           | 3 stycznia 1999                               | Engelberg                                     | Gross-Titlis-Schanze                          | K-120                                         | -                                             | Primož Urh-Zupan                    | Bjørn Einar Romøren               | Jure Radelj                 |
| 15.                                           | 9 stycznia 1999                               | Bad Goisern                                   | Kalmberg-Schanze                              | K-90                                          | -                                             | Fabian Ebenhoch                     | Martin Koch                       | Rolando Kaligaro            |
| 16.                                           | 10 stycznia 1999                              | Bad Goisern                                   | Kalmberg-Schanze                              | K-90                                          | -                                             | Primož Urh-Zupan                    | Marius Småriset Martin Koch       | –                           |
| 17.                                           | 15 stycznia 1999                              | Sapporo                                       | Miyanomori                                    | K-90                                          | -                                             | Jin’ya Nishikata                    | Kazuki Nishishita Yukitaka Fukita | –                           |
| 18.                                           | 16 stycznia 1999                              | Sapporo                                       | Ōkurayama                                     | K-120                                         | -                                             | Jin’ya Nishikata                    | Kazuki Nishishita                 | Kjell Erik Sagbakken        |
| 19.                                           | 17 stycznia 1999                              | Sapporo                                       | Ōkurayama                                     | K-120                                         | -                                             | Yasuhiko Ōta                        | Yutaka Katayama                   | Kjell Erik Sagbakken        |
| 20.                                           | 16 stycznia 1999                              | Lauscha                                       | Marktiegelschanze                             | K-92                                          | -                                             | Tom Aage Aarnes                     | Alan Alborn Roland Audenrieth     | –                           |
| 21.                                           | 17 stycznia 1999                              | Lauscha                                       | Marktiegelschanze                             | K-92                                          | -                                             | Roland Audenrieth                   | Bine Norčič                       | Aril Carlson                |
| 22.                                           | 23 stycznia 1999                              | Gallio                                        | Pakstall                                      | K-95                                          | -                                             | Miha Rihtar                         | Roberto Cecon                     | Alan Alborn                 |
| 23.                                           | 24 stycznia 1999                              | Gallio                                        | Pakstall                                      | K-95                                          | -                                             | Ville Kantee                        | Marius Småriset                   | Georg Späth Marco Steinauer |
| 24.                                           | 29 stycznia 1999                              | Reit im Winkl                                 | Franz-Haslberger-Schanze                      | K-90                                          | -                                             | Pekka Salminen                      | Veli-Matti Lindström              | Wilfried Eberharter         |
| 25.                                           | 30 stycznia 1999                              | Saalfelden                                    | Bibergschanze                                 | K-85                                          | -                                             | Stefan Kaiser                       | Florian Liegl                     | Gašper Čavlovič             |
| 26.                                           | 31 stycznia 1999                              | Ruhpolding                                    | Zirmbergschanze                               | K-108                                         | -                                             | Roland Audenrieth                   | Veli-Matti Lindström              | Gašper Čavlovič             |
| 27.                                           | 6 lutego 1999                                 | Braunlage                                     | Wurmbergschanze                               | K-80                                          | -                                             | Aril Carlson                        | Roland Wakolm Martin Zimmermann   | –                           |
| 28.                                           | 7 lutego 1999                                 | Braunlage                                     | Wurmbergschanze                               | K-80                                          | -                                             | Falko Krismayr                      | Marius Småriset                   | Robert Kranjec              |
| 29.                                           | 20 lutego 1999                                | Westby                                        | Snowflake                                     | K-106                                         | -                                             | Bernhard Metzler                    | Leif Frey                         | Urban Franc                 |
| 30.                                           | 20 lutego 1999                                | Planica                                       | Bloudkova velikanka                           | K-120                                         | -                                             | Wilhelm Brenna                      | Tore Sneli                        | Wilfried Eberharter         |
| 31.                                           | 21 lutego 1999                                | Westby                                        | Snowflake                                     | K-106                                         | -                                             | Yūsuke Kaneko                       | Fabian Ebenhoch                   | Urban Franc                 |
| 32.                                           | 21 lutego 1999                                | Planica                                       | Bloudkova velikanka                           | K-120                                         | -                                             | Wilhelm Brenna                      | Tore Sneli                        | Martin Koch                 |
| 33.                                           | 27 lutego 1999                                | Iron Mountain                                 | Pine Mountain                                 | K-120                                         | -                                             | Yūsuke Kaneko                       | Roland Audenrieth                 | Rhys Hecox                  |
| 34.                                           | 27 lutego 1999                                | Titisee-Neustadt                              | Hochfirstschanze                              | K-113                                         | TSch                                          | Matthias Wallner                    | Matti Hautamäki                   | Olav Magne Dønnem           |
| 35.                                           | 28 lutego 1999                                | Schönwald im Schwarzwald                      | Adlerschanze                                  | K-83                                          | TSch                                          | Gerd Siegmund                       | Choi Yong-jik                     | Michael Uhrmann             |
| Turniej Schwarzwaldzki – klasyfikacja końcowa | Turniej Schwarzwaldzki – klasyfikacja końcowa | Turniej Schwarzwaldzki – klasyfikacja końcowa | Turniej Schwarzwaldzki – klasyfikacja końcowa | Turniej Schwarzwaldzki – klasyfikacja końcowa | Turniej Schwarzwaldzki – klasyfikacja końcowa | Matti Hautamäki                     | Martin Koch                       | Gerd Siegmund               |
| 36.                                           | 5 marca 1999                                  | Ishpeming                                     | Suicide Hill                                  | K-90                                          | -                                             | Yukitaka Fukita                     | Roland Audenrieth                 | Fabian Ebenhoch             |
| 37.                                           | 6 marca 1999                                  | Ishpeming                                     | Suicide Hill                                  | K-90                                          | -                                             | Roland Audenrieth                   | Jani Salo                         | Bernhard Metzler            |
| 38.                                           | 7 marca 1999                                  | Ishpeming                                     | Suicide Hill                                  | K-90                                          | -                                             | Fabian Ebenhoch                     | Roland Audenrieth                 | Bernhard Metzler            |
| 39.                                           | 7 marca 1999                                  | Sapporo                                       | Ōkurayama                                     | K-120                                         | -                                             | Katsutoshi Chiba                    | Jin’ya Nishikata                  | Kenji Suda                  |
| 40.                                           | 10 marca 1999                                 | Zaō                                           | Yamagata                                      | K-90                                          | -                                             | Kazuki Nishishita                   | Yūsuke Kaneko                     | Jin’ya Nishikata            |
| 41.                                           | 10 marca 1999                                 | Courchevel                                    | Tremplin Le Praz                              | K-120                                         | -                                             | Tore Sneli                          | Wojciech Skupień                  | Miha Rihtar                 |
| 42.                                           | 11 marca 1999                                 | Zaō                                           | Yamagata                                      | K-90                                          | -                                             | Kazuki Nishishita                   | Katsutoshi Chiba                  | Thomas Hörl                 |
| 43.                                           | 11 marca 1999                                 | Courchevel                                    | Tremplin Le Praz                              | K-90                                          | -                                             | Olav Magne Dønnem                   | Rémi Santiago                     | Ivan Lunardi                |
| 44.                                           | 12 marca 1999                                 | Vikersund                                     | Vikersundbakken                               | K-90                                          | -                                             | Wilhelm Brenna Kjell Erik Sagbakken | –                                 | Rhys Hecox                  |
| 45.                                           | 13 marca 1999                                 | Vikersund                                     | Vikersundbakken                               | K-90                                          | -                                             | Wilhelm Brenna                      | Espen Bredesen                    | Sturle Holseter             |
| 46.                                           | 20 marca 1999                                 | Hede                                          | Hedebacken                                    | K-90                                          | -                                             | Toni Nieminen                       | Dirk Else                         | Akseli Lajunen              |
| 47.                                           | 21 marca 1999                                 | Hede                                          | Hedebacken                                    | K-90                                          | -                                             | Tom Aage Aarnes                     | Akseli Lajunen                    | Yoshiharu Ikeda             |
| 48.                                           | 24 marca 1999                                 | Kuopio                                        | Puijo                                         | K-120                                         | -                                             | Rhys Hecox                          | Olav Magne Dønnem                 | Jussi Hautamäki             |
| 49.                                           | 26 marca 1999                                 | Rovaniemi                                     | Ounasvaara                                    | K-90                                          | -                                             | Jussi Hautamäki                     | Pekka Salminen                    | Yoshiharu Ikeda             |
| 50.                                           | 27 marca 1999                                 | Ruka                                          | Rukatunturi                                   | K-120                                         | -                                             | Jussi Hautamäki                     | Juha-Matti Ruuskanen              | Tami Kiuru                  |
| 51.                                           | 28 marca 1999                                 | Ruka                                          | Rukatunturi                                   | K-120                                         | -                                             | Tami Kiuru                          | Roland Audenrieth                 | Michael Uhrmann             |

## Klasyfikacja generalna
Sześćdziesięciu najlepszych zawodników
| Miejsce | Zawodnik             | Punkty |
| ------- | -------------------- | ------ |
| 1.      | Roland Audenrieth    | 1208   |
| 2.      | Marius Småriset      | 833    |
| 3.      | Wilhelm Brenna       | 824    |
| 4.      | Fabian Ebenhoch      | 736    |
| 5.      | Martin Koch          | 728    |
| 6.      | Michael Uhrmann      | 658    |
| 7.      | Dirk Else            | 571    |
| 8.      | Tom Aage Aarnes      | 525    |
| 9.      | Falko Krismayr       | 516    |
| 10.     | Robert Kranjec       | 514    |
| 11.     | Kjell Erik Sagbakken | 496    |
| 12.     | Leif Frey            | 483    |
| 13.     | Yasuhiko Ōta         | 465    |
| 14.     | Marco Steinauer      | 463    |
| 15.     | Kazuki Nishishita    | 460    |
| 16.     | Matthias Wallner     | 454    |
| 17.     | Toni Nieminen        | 452    |
| 18.     | Jure Radelj          | 449    |
| 19.     | Pekka Salminen       | 445    |
| 20.     | Yūsuke Kaneko        | 431    |

| Miejsce | Zawodnik             | Punkty |
| ------- | -------------------- | ------ |
| 21.     | Tore Sneli           | 423    |
| 22.     | Bernhard Metzler     | 417    |
| 23.     | Olav Magne Dønnem    | 413    |
| 24.     | Yukitaka Fukita      | 408    |
| 25.     | Jin’ya Nishikata     | 401    |
| 26.     | Veli-Matti Lindström | 384    |
| 27.     | Roland Wakolm        | 378    |
| 28.     | Katsutoshi Chiba     | 377    |
| 29.     | Rolando Kaligaro     | 375    |
| 30.     | Wilfried Eberharter  | 363    |
| 31.     | Miha Rihtar          | 359    |
| 32.     | Georg Späth          | 353    |
| 33.     | Olaf Hegenbarth      | 352    |
| 34.     | Urban Franc          | 334    |
| 35.     | Sturle Holseter      | 316    |
| 35.     | Tami Kiuru           | 359    |
| 37.     | Bjørn Einar Romøren  | 312    |
| 38.     | Karl-Heinz Dorner    | 298    |
| 39.     | Rhys Hecox           | 297    |
| 40.     | Gerhard Gattinger    | 292    |

| Miejsce | Zawodnik          | Punkty |
| ------- | ----------------- | ------ |
| 40.     | Matti Hautamäki   | 292    |
| 42.     | Jussi Hautamäki   | 281    |
| 43.     | Janne Väätäinen   | 274    |
| 44.     | Peter Žonta       | 265    |
| 45.     | Alan Alborn       | 260    |
| 46.     | Akseli Lajunen    | 253    |
| 47.     | Yoshiharu Ikeda   | 246    |
| 47.     | František Jež     | 246    |
| 49.     | Klaus Allgayer    | 235    |
| 50.     | Sylvain Freiholz  | 232    |
| 51.     | Bine Norčič       | 227    |
| 52.     | Pasi Hyytiä       | 225    |
| 53.     | Rémi Santiago     | 223    |
| 54.     | Sven Hannawald    | 220    |
| 55.     | Jani Mylläri      | 218    |
| 55.     | Primož Urh-Zupan  | 218    |
| 57.     | Thomas Hörl       | 217    |
| 58.     | Aril Carlson      | 211    |
| 59.     | Daniel Forfang    | 204    |
| 59.     | Martin Zimmermann | 204    |

Sklasyfikowanych zostało 301 zawodników z 20 krajów. Spośród nich najwięcej reprezentowało Norwegię (51) i Japonię (48).